# Ортакский сельский округ
Орта́кский се́льский окру́г (каз. Ортақ ауылдық округі) — административная единица в составе Зерендинского района Акмолинской области Республики Казахстан. Административный центр — село Ортак.

## География
Сельский округ расположен на северо-западе района, граничит:
- на востоке и северо-востоке с Тайыншинским районом Северо-Казахстанской области,
- на юге с Аккольским сельским округом,
- на западе с Алексеевской посёлковой администрацией,
- на севере с Кусепским сельским округом.

Через территорию сельского округа проходят автодорога А-13 (с запада на восток — 35 км) и Среднесибирская железнодорожная магистраль (35 км). Имеется станция.

## История
В 1989 году существовал как Ортакский сельсовет (сёла Ортак, Кзылтан, посёлок Трофимовка) входивший тогда в состав Кокчетавского района.
В 1997 году после упразднение Кокчетавского, в составе Зерендинского района.
В 2018 году село Трофимовка было переименовано в село Кайынды.

## Население
| Численность населения | Численность населения | Численность населения |
| 1989                  | 1999                  | 2009                  |
| --------------------- | --------------------- | --------------------- |
| 1496                  | ↘1257                 | ↘919                  |

## Состав
В состав сельского округа входят 3 населённых пунктов.
| № | Населённый пункт | Тип населённого пункта       | Население, 1989 | Население, 1999 | Население, 2009 |
| - | ---------------- | ---------------------------- | --------------- | --------------- | --------------- |
| 1 | Кайынды          | село                         | 69              | 41              | 40              |
| 2 | Кызылтан         | село                         | 505             | 508             | 394             |
| 3 | Ортак            | село, административный центр | 922             | 708             | 485             |